# Damalis monochaetes
Damalis monochaetes là một loài ruồi trong họ Asilidae. Damalis monochaetes được Londt miêu tả năm 1989. Loài này phân bố ở vùng nhiệt đới châu Phi.